# Bogdan Pawłowski (przedsiębiorca)
Bogdan Pawłowski (ur. 1945) – polski przedsiębiorca, działacz społeczny i sportowy, kandydat na prezydenta III RP w 1995 i 2000.

## Życiorys
Ukończył Akademię Wychowania Fizycznego w Poznaniu. Prowadzi firmę budowlaną w Szamotułach. Od 1968 do 1974 należał do Polskiej Zjednoczonej Partii Robotniczej. Na początku lat 90. należał do Kongresu Liberalno-Demokratycznego, z listy którego bez powodzenia ubiegał się o mandat poselski w 1991 i 1993. Przed wyborami prezydenckimi w 1995 zarejestrował swoją kandydaturę, ale wycofał się przed I turą, udzielając poparcia Lechowi Wałęsie. W wyborach do Sejmu w 1997 bez powodzenia kandydował z listy Bloku dla Polski. Brał udział także w wyborach prezydenckich w 2000. Zajął ostatnie 12. miejsce, uzyskując 0,10% poparcia (17 164 głosów).
W wyborach parlamentarnych w 2001 startował z ramienia Komitetu Wyborczego Alternatywa Ruch Społeczny, będąc liderem listy do Sejmu w okręgu wyborczym Piła. Zdobył 313 głosów i nie uzyskał mandatu poselskiego.
W wyborach parlamentarnych w 2005 startował z ramienia Komitetu Wyborczego Polska Partia Narodowa, będąc liderem listy do Sejmu w okręgu wyborczym Piła. Zdobył 240 głosów i nie uzyskał mandatu poselskiego. Następnie objął funkcję pełnomocnika regionalnego PPN.
Należy do Unii Wielkopolan, był jej wiceprezydentem.